# Serie A2 2014-2015 (hockey su pista)
Il campionato di Serie A2 2014-2015 di hockey su pista è iniziato il 25 ottobre 2014 e si è concluso il 23 maggio 2015 con gara-2 di finale Play Off che ha sancito la promozione in Serie A1 dell'Hockey Thiene. Al termine della stagione regolare, aveva conquistato la promozione diretta nella massima serie l'HRC Monza mentre era retrocesso in Serie B l'Amatori Vercelli.

## Storia
Il campionato di Serie A2 2014/15 vede la rinuncia all'iscrizione da parte del Centrosport Valdagno (promosso in Serie A1 al termine della stagione 2013/14) e il conseguente ripescaggio nella massima serie del Pieve 010, classificatosi 2º nel torneo di Serie A2 2013/14. Dalla Serie A1 proviene la retrocessa SPV Viareggio mentre dalla Serie B sono salite UVP Mirandola (promossa sul campo) e HRC Monza (ripescato).

## Squadre partecipanti
| - Amatori Modena - Amatori Vercelli - Castiglione - Thiene - CRESH Eboli - UVP Modena – Neopromossa (N) | - Montecchio P. - HRC Monza – Ripescata (Ri) - Roller Bassano - Roller Scandiano - Sandrigo - SPV Viareggio – Retrocessa (R) |

## Formula
Nella stagione regolare, le squadre partecipanti si affrontano in un girone unico all'italiana con partite di andata e ritorno per un totale di 22 giornate. Al termine del girone di andata, le prime 4 squadre qualificate si qualificano per la Final Four di Coppa Italia di Serie A2 2015 (in programma il 28 febbraio e il 1º marzo 2015 presso la Pista Armeni di Follonica).
Al termine della stagione regolare, la prima classificata viene promossa direttamente in Serie A1 mentre le formazioni classificate dal 2º al 5º posto accedono ai Play Off che assegnano un'ulteriore promozione in A1.
Retrocedono invece direttamente in Serie B le ultime due classificate.

### Classifica
|    |                  | Punti | G  | V  | N | P  | GF  | GS  | DR  |          |
| -- | ---------------- | ----- | -- | -- | - | -- | --- | --- | --- | -------- |
| 1  | HRC Monza        | 52    | 20 | 17 | 1 | 2  | 105 | 55  | +50 | Serie A1 |
| 2  | Castiglione      | 50    | 20 | 16 | 2 | 2  | 111 | 51  | +60 | Play Off |
| 3  | Thiene           | 42    | 20 | 13 | 3 | 4  | 116 | 67  | +49 | Play Off |
| 4  | Sandrigo         | 38    | 20 | 12 | 2 | 6  | 107 | 87  | +20 | Play Off |
| 5  | UVP Modena       | 32    | 20 | 9  | 5 | 6  | 63  | 53  | +10 | Play Off |
| 6  | Montecchio P.    | 29    | 20 | 8  | 5 | 7  | 90  | 79  | +11 |          |
| 7  | Roller Scandiano | 19    | 20 | 5  | 4 | 11 | 64  | 74  | -10 |          |
| 8  | Roller Bassano   | 16    | 20 | 5  | 1 | 14 | 65  | 101 | -36 |          |
| 9  | SPV Viareggio    | 15    | 20 | 4  | 3 | 13 | 60  | 102 | -42 |          |
| 10 | CRESH Eboli      | 14    | 20 | 3  | 5 | 12 | 64  | 95  | -31 |          |
| 11 | Amatori Vercelli | 7     | 20 | 2  | 1 | 17 | 65  | 146 | -81 | Serie B  |
| -  | Amatori Modena   | -     | -  | -  | - | -  | -   | -   | -   | ritirato |

### Risultati
| Risultati                | BAS  | CAS  | EBO | MIR | MOD | MNT | MNZ  | SAN | SCA | THI  | VER  | VIA  |
| ------------------------ | ---- | ---- | --- | --- | --- | --- | ---- | --- | --- | ---- | ---- | ---- |
| Roller Bassano           |      | 2-3  | 5-3 | 2-3 |     | 4-8 | 3-6  | 3-4 | 1-3 | 2-7  | 8-2  | 2-2  |
| HC Castiglione           | 5-4  |      | 6-2 | 4-3 |     | 6-7 | 3-1  | 3-3 | 5-1 | 5-3  | 11-3 | 4-0  |
| CRESH Eboli              | 5-3  | 3-7  |     | 4-4 |     | 2-2 | 3-9  | 3-4 | 0-4 | 3-6  | 7-1  | 2-2  |
| UVP Mirandola            | 1-2  | 0-2  | 6-2 |     |     | 4-3 | 2-5  | 7-4 | 3-3 | 3-3  | 6-2  | 4-1  |
| Amatori Modena           |      |      |     |     |     |     |      |     |     |      |      |      |
| HC Montecchio Precalcino | 12-3 | 4-4  | 5-5 | 1-1 |     |     | 0-2  | 5-4 | 5-3 | 3-4  | 11-6 | 3-2  |
| HRC Monza                | 6-1  | 0-10 | 4-1 | 2-1 |     | 5-3 |      | 5-2 | 5-5 | 8-6  | 12-4 | 5-1  |
| Sandrigo Hockey          | 11-0 | 7-6  | 6-3 | 5-3 |     | 7-5 | 3-4  |     | 6-3 | 8-8  | 10-4 | 4-1  |
| Hockey Roller Scandiano  | 6-7  | 1-4  | 3-3 | 1-2 |     | 6-2 | 0-4  | 2-5 |     | 0-3  | 12-1 | 4-3  |
| Hockey Thiene            | 5-3  | 4-5  | 9-3 | 2-2 |     | 6-3 | 1-7  | 8-2 | 6-0 |      | 6-4  | 10-2 |
| Amatori Vercelli         | 4-6  | 0-11 | 3-7 | 3-4 |     | 1-4 | 3-4  | 8-5 | 2-2 | 2-12 |      | 7-2  |
| SPV Viareggio            | 5-4  | 3-7  | 6-3 | 2-4 |     | 4-4 | 3-11 | 6-7 | 7-5 | 2-7  | 6-5  |      |

## Play Off Promozione

### Tabellone
|  | Semifinali  | Semifinali  | Semifinali | Semifinali | Semifinali |  |  | Finale      | Finale      | Finale      | Finale | Finale |  |
|  |             |             |            |            |            |  |  |             |             |             |        |        |  |
|  | Castiglione | Castiglione | 2          | 4          | 5          |  |  |             |             |             |        |        |  |
|  | UVP Modena  | UVP Modena  | 3          | 2          | 4          |  |  | Castiglione | Castiglione | Castiglione | 4      | 5      |  |
|  | Thiene      | Thiene      | 6          | 5          | 6          |  |  | Thiene      | Thiene      | Thiene      | 5      | 6      |  |
|  | Sandrigo    | Sandrigo    | 4          | 7          | 3          |  |  |             |             |             |        |        |  |

## Verdetti

### Squadre promosse in Serie A1
- HRC Monza
- Thiene

### Squadre retrocesse in Serie B
- Amatori Vercelli